# 阿米尔·库斯洛

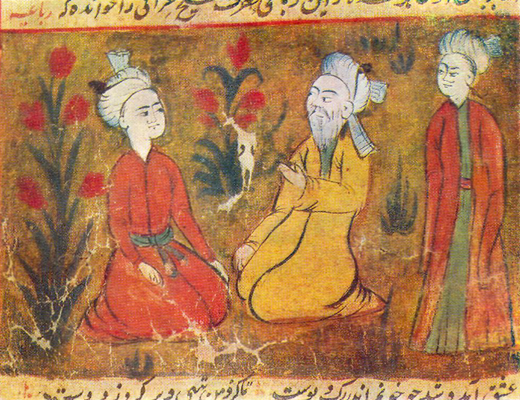
在年轻人中的老年库斯洛

阿米尔·库斯洛；1253年—1325年）是一个苏菲派音乐家、诗人和学者。他是一个在印度次大陆的文化历史上具有标志性的人物。他是一个神秘派和德里的拉穆丁·欧里亚派精神信徒。他主要用波斯语写诗，同时也用印度斯坦语。
阿米尔·库斯洛被认为是卡瓦力之父（一种在印度次大陆的虔诚的苏菲派音乐形式）。他将加扎勒风格的歌曲引入至印度。这些至今仍广泛存在于今印度和巴基斯坦。